# John Perry (Bischof)
John Freeman Perry (* 15. Juni 1935) ist ein britischer anglikanischer Theologe. Von 1996 bis 2003 amtierte er als Bischof der Diözese Chelmsford.

## Leben und Karriere
Perry wurde an den Schulen Mill Hill und dem St John’s College in Nottingham unterrichtet. 1959 wurde er zum Diakon, 1960 zum Priester geweiht. Anschließend arbeitete er als Kurat in Woking und ab 1963 als Vikar in Chorleywood. Ab 1972 war er Rural Dean in Rickmansworth. Von 1977 bis 1989 war er Vorsteher der Lee Abbey, einer ökumenischen Gemeinschaft in Devon.
Von 1989 bis 1996 war Perry als „Bischof von Southampton“ Suffraganbischof in der Diözese Winchester. Anschließend war er bis zu seinem Ruhestand 2003 Bischof von Chelmsford. Als solcher war er von 2000 bis 2003 als geistlicher Lord Mitglied des House of Lords.